# Далак (Луизијана)
Далак (енгл. Dulac) насељено је место без административног статуса у америчкој савезној држави Луизијана.

## Демографија
По попису из 2010. године број становника је 1.463, што је 995 (-40,5%) становника мање него 2000. године.
| Група             | 2000.         | 2010.       |
| Белци             | 1.303 (53,0%) | 681 (46,5%) |
| Афроамериканци    | 61 (2,5%)     | 28 (1,9%)   |
| Азијати           | 12 (0,5%)     | 11 (0,8%)   |
| Хиспаноамериканци | 42 (1,7%)     | 62 (4,2%)   |
| Укупно            | 2.458         | 1.463       |